# Vive les Jacques
Pour plus de détails, voir Fiche technique et Distribution.
Vive les Jacques est un court métrage français réalisé par Bob Swaim et sorti en 1973.

## Fiche technique
- Titre : Vive les Jacques
- Réalisation : Bob Swaim
- Scénario : Bob Swaim
- Photographie : Yves Lafaye
- Décors : Hilton McConnico
- Costumes : Hilton McConnico
- Son : Georges Prat
- Montage : Michel Patient
- Musique : Christian Chaudet
- Production : Pi Productions
- Pays d’origine :  France
- Durée : 16 minutes
- Date de sortie : France - 3 octobre 1973

## Distribution
- Jean-Gabriel Nordmann
- Denise Bailly
- André Valtier

## Sélection
- Festival international du film de La Rochelle 1976[1]